# Kulturella Folkdansgillets gillestuga

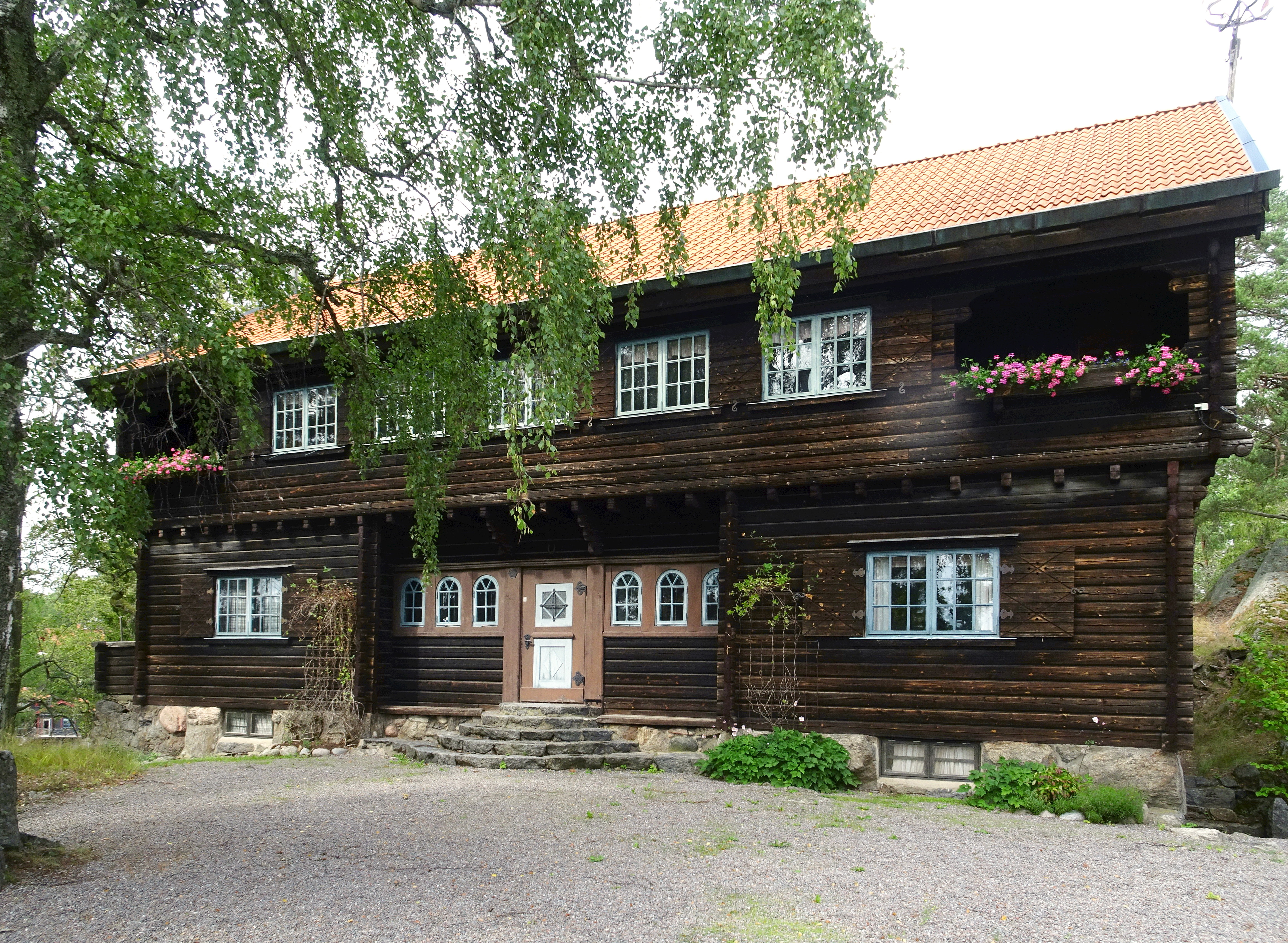
Gillestugen i augusti 2019.

Kulturella folkdansgillets gillestuga är en byggnad vid Långsjövägen 63 i Bollmora/Trollbäcken, Tyresö kommun. Stugan uppfördes 1920 och förklarades till byggnadsminne i juni 2012.

## Historik

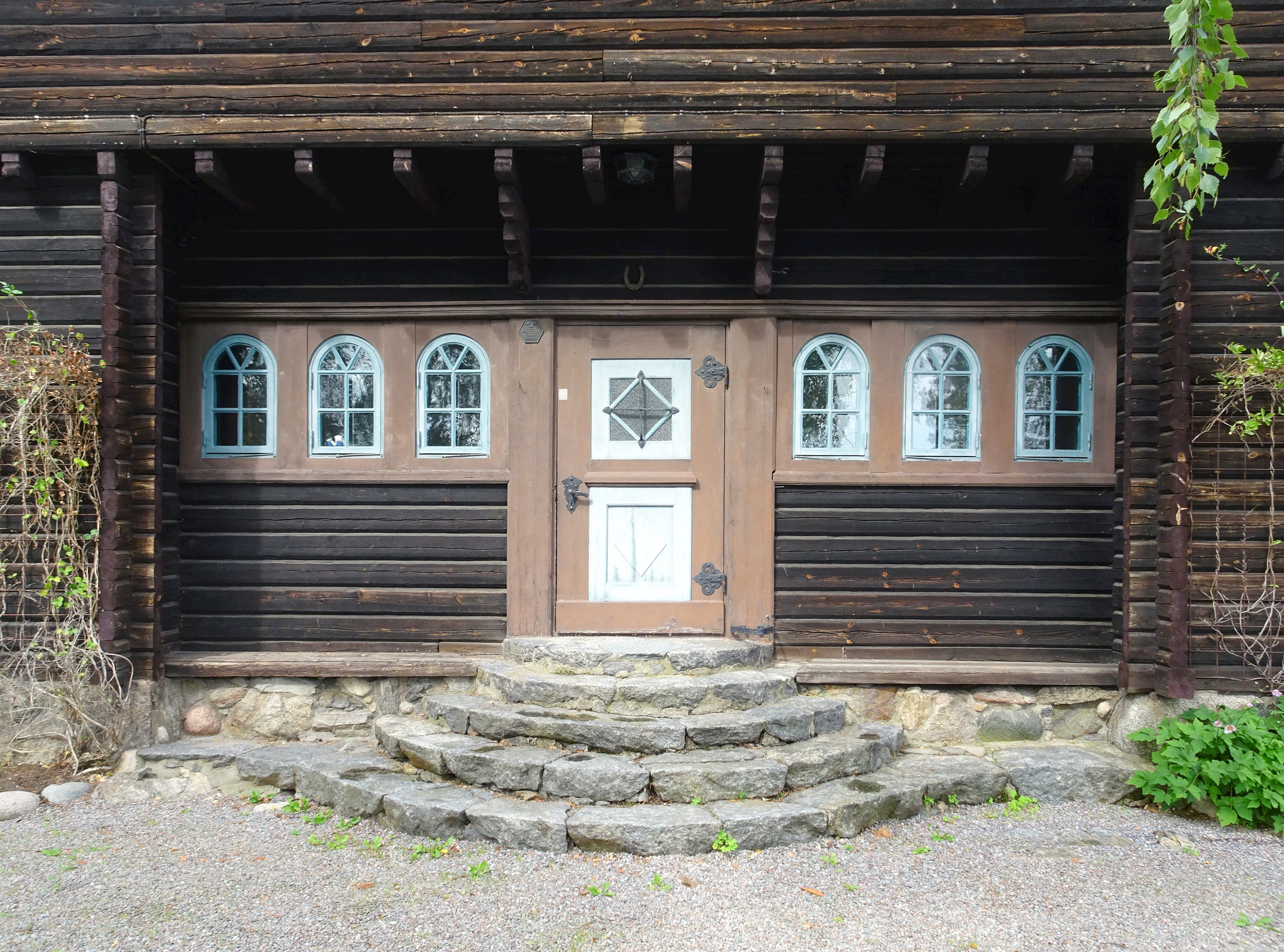
Entrén.

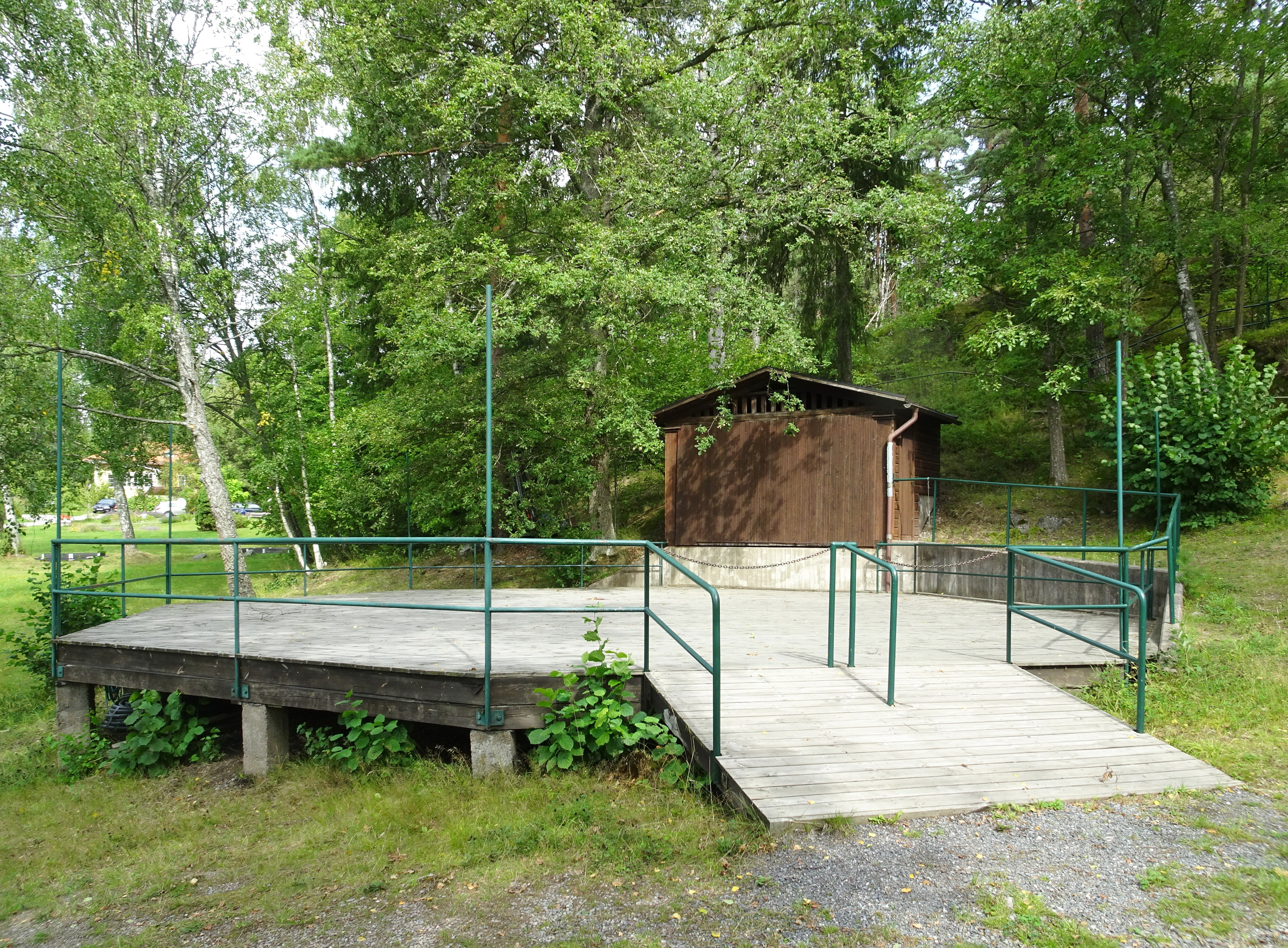
Dansbanan.

Byggnaden är föreningsstuga och träffpunkt för Kulturella folkdansgillets (KFG) medlemmar. KFG bildades år 1914 som en underavdelning till Kulturella ungdomsrörelsen som i sin tur grundades 1905. År 1915 inledde föreningen diskussioner om att låta bygga ett ”sommarhem” för sina medlemmar. Genom insamlingar och penninggåvor av bland andra Anders Zorn kunde projektet förverkligas. 1916 fann man en lämplig tomt norr om Långsjön i området Skälsätra i dagens Trollbäcken.Platsen döptes av medlemmarna till Solsäter och 1920 började gillestugan att uppföras efter ritningar av arkitekt Einar Rudskog, sedermera stadsarkitekt i Lidingö. Taklagsfest hölls år 1920 och evenemanget filmades av Svensk Filmindustri och visades på biografer runt om i landet. 1922 kunde byggnaden invigas.

## Byggnadsbeskrivning
Gillestugan placerades med högt läge på en kulle. Byggnaden fick av Rudskog en tydlig allmogeromantisk stil, inspirerad främst av den traditionella arkitekturen i Dalarna. Huset har två våningar med en utkragande övervåning under ett tegeltäckt sadeltak (ursprungligen torvtäckt). Byggnadsstommen består av tjärat liggtimmer på en grund av otuktad natursten. På bottenvåningen inrättades kök och sovsal för pojkar och i övervåningen dominerar den stora samlingssalen med väggfasta bänkar och en stor öppen spis. Gillesalen pryds av en fris målad av Jerk Werkmäster och allmogevävnader tillverkade av gillets medlemmar. På samma våning finns även flickornas rum. På vinden inreddes en bostad åt husmodern. I källaren låg ursprungligen matkällare, vedbod, tvättstuga, torkbod, verkstad och garage. Numera finns här våtutrymmen och bastu.

## Byggnadsminne
I juni 2012 beslöt Länsstyrelsen i Stockholms län att byggnadsminnesförklara fastigheten. Motivering var bland annat: 
| ” | Gillestugan är ett sällsynt välbevarat exempel på en föreningslokal av den typ som flera föreningar lät uppföra, och ännu fler drömde om att uppföra, under decennierna kring sekelskiftet 1900. Byggnaden har därmed ett samhälls- och socialhistoriskt värde då den berättar om föreningsliv kring sekelskiftet, men också om den ungdoms- och hembygdsrörelse som växte sig stark under 1900-talets första decennier och som folkdansgillet var en del av... | „ |

Till byggnadsminnet hör även tomtområdet med några mindre byggnader, bland annat en dansbana samt en obebyggd strandtomt vid Långsjön.